# Artemis Fowl: Den Sidste Vogter
Artemis Fowl: Atlantiskomplekset er en ungdoms-fantasybog af den irske forfatter Eoin Colfer fra 2010. Det er den ottende og sidste bog i Artemis Fowl-serien. Colfer udtalte ved den foregående bog, at det ville blive den næstsidste i serien. Den Sidste Vogter blev udgivet den 10. juli 2012 af Viking Press og Disney Hyperion.
Bogen fik generelt en positiv modtagelse, og den vandt prisen for Senior Irish Children's Book of the Year i 2012.
Opal Koboi får to af sine håndlangere til at dræbe sit tidligere jeg, der overlevede eksplosionen på Kraken i Tidsparadokset, hvorved der bliver skabt et bedstefarparadoks, som får alt den teknologi, som Opal har opfundet og implementeret over hele verden til at eksplodere.